# Адольфо Біой Касарес
Адо́льфо Біо́й (Бйой) Каса́рес (ісп. Adolfo Bioy Casares; нар. 15 вересня 1914 — пом. 8 березня 1999) — аргентинський письменник, відомий значною мірою через свою дружбу з Хорхе Луїсом Борхесом, який вважав його одним з найкращих прозаїків Аргентини.

## Біографія
Адольфо Вісенте Перфекто Біой Касерес народився у Буенос-Айресі і був єдиним сином Адольфо Біой Домека і Марти Ігнасії Касарес Лінч. Перше оповідання написав у віці 11 років.
Навчався у школі при Університеті Буенос-Айреса, потім вступав на факультети права, філософії і гуманітарних наук, але кидав навчання. Родина майбутнього письменника була досить заможною, тому він міг дозволити собі цілковито присвятити себе літературі. Також Біой Касарес займався самоосвітою, досконало вивчив англійську, французьку і німецьку.
1932 року Вікторія Окампо представила його Хорхе Луїсу Борхесу, який став одним з його найкращих друзів і в співавторстві з яким вони написали декілька творів.
1940 року Біой Касарес одружується з молодшою сестрою Вікторії, Сільвіною Окампо, також письменницею і художницею. Цього ж року виходить друком його найвідоміша робота — роман «Винахід Мореля».
8 березня 1999 року Адольфо Біой Касарес помер. Похований на кладовищі Реколета у Буенос-Айресі.

### Романи
- Винахід Мореля / La invención de Morel (1940)
- План втечі / Plan de evasión (1945)
- Сон героїв [es] / El sueño de los héroes (1954)
- Щоденник війни зі свиньми[es] / Diario de la guerra del cerdo (1969)
- Спати на сонці/ Dormir al Sol (1973)
- Пригоди фотографа у Ла-Платі[es] / La aventura de un fotógrafo en La Plata (1985)

### Повісті
- Клятвоприступництво снігу / El perjurio de la nieve (1945)
- Непостійність чемпіона / Un campeón desparejo (1993)
- З одного світу в інший / De un mundo a otro (1998)

### Есеї
- Інша пригода / La otra aventura (1968)
- Згадка про пампу і гаучо / Memoria sobre la pampa y los gauchos (1970)
- Словник витонченої аргентинської мови / Diccionario del argentino exquisito (1971)
- Чужі сади: відкрита книга / De jardines ajenos: libro abierto (1997)
- Чудові речі / De las cosas maravillosas (1999)

### Праці в співавторстві

#### З Хорхе Луїсом Борхесом
- Шість головоломок для дона Ісидро Пароді / Seis problemas para don Isidro Parodi (1942)
- Дві пам'ятні фантазії / Dos fantasías memorables (1946)
- Зразкове вбивство / Un modelo para la muerte (1946)
- Короткі надзвичайні оповідання / Cuentos breves y extraordinarios (1955)
- Книга Небес і Пекла / Libro del Cielo y del Infierno (1960)
- Хроніки Бустоса Домека / Crónicas de Bustos Domecq (1967)
- Нові оповідання Бустоса Домека / Nuevos cuentos de Bustos Domecq (1977)
- Жителі передмість / Los orilleros (1955) — кіносценарій
- Рай віруючих / El paraíso de los creyentes (1955) — кіносценарій, не був екранізований
- Вторгнення / Invasión (1969) — кіносценарій
- Інші / Les autres (1971) — кіносценарій

#### З Сільвіною Окампо
- Ненависть кохання / Los que aman, odian (1946)

#### З Сільвіною Окампо і Хорхе Луїсом Борхесом
- Антологія фантастичної літератури / Antología de la Literatura Fantástica (1940)
- Антологія аргентинської поезії / Antología poética argentina (1941)

## Екранізації
- Минулого року у Марієнбаді (англ. Last Year at Marienbad) по роману «Винахід Мореля»
- Винахід Мореля[en] (італ. L´invenzione Di Morel) по однойменному роману, 1974, Італія
- Сон героїв (ісп. El Sueño de los Héroes), 1997

## Переклади українською
- Справа перелітних старців. Обличчя жінки. Незвичайний приятель / Адольфо Біой Касарес ; пер. з ісп. Галини Грабовської. — 2007. — Всесвіт. — № 7-8[3].
- Шість головоломок для дона Ісидро Пароді / Х. Л. Борхес, А. Б. Касарес; пер. з ісп. С. Чубай, з коментарями М. Кіяновської. — Львів : Видавництво Старого Лева, 2017. — 224 с. — ISBN 978-617-679-424-0[4].
- Щоденник війни зі свиньми / А. Б. Касарес; пер. з ісп. А. Вовченко. — Львів : Видавництво Старого Лева, 2018. — 224 с. — ISBN 978-617-679-542-1[5].